# Augusto Dabó
Augusto Júlio Dabó (Bissau, 13 marzo 2004) è un calciatore guineense con cittadinanza portoghese, difensore svincolato.

## Biografia
Nato a Bissau, si è trasferito in Portogallo in giovane età.

## Caratteristiche tecniche
È un terzino sinistro.

## Carriera
Dabó è cresciuto nel settore giovanile del Boavista ed ha debuttato in prima squadra il 7 agosto 2022 nell'incontro di Primeira Liga vinto 1-0 contro il Portimonense. Rimasto inutilizzato nella stagione 2023-2024, il 5 luglio ha firmato il rinnovo del contratto fino al 2026 ed è stato promosso definitivamente in prima squadra.

### Nazionale
Nel novembre del 2024 ha ricevuto la prima convocazione da parte della nazionale guineense, con cui ha esordito il 19 del mese stesso nel successo per 1-2 in casa della Guinea-Bissau.

## Statistiche

### Presenze e reti nei club
Statistiche aggiornate al 14 novembre 2024.
| Stagione        | Squadra         | Campionato      | Campionato | Campionato | Coppe nazionali | Coppe nazionali | Coppe nazionali | Coppe continentali | Coppe continentali | Coppe continentali | Altre coppe | Altre coppe | Altre coppe | Totale | Totale | Totale |
| Stagione        | Squadra         | Comp            | Pres       | Reti       | Comp            | Pres            | Reti            | Comp               | Pres               | Reti               | Comp        | Pres        | Reti        | Pres   | Reti   |        |
| --------------- | --------------- | --------------- | ---------- | ---------- | --------------- | --------------- | --------------- | ------------------ | ------------------ | ------------------ | ----------- | ----------- | ----------- | ------ | ------ | ------ |
| 2022-2023       | Boavista        | PL              | 3          | 0          | CP+CdL          | 0               | 0               | -                  | -                  | -                  | -           | -           | -           | 3      | 0      |        |
| 2023-2024       | Boavista        | PL              | 0          | 0          | CP+CdL          | 0               | 0               | -                  | -                  | -                  | -           | -           | -           | 0      | 0      |        |
| 2024-2025       | Boavista        | PL              | 5          | 0          | CP+CdL          | 1+0             | 0               | -                  | -                  | -                  | -           | -           | -           | 6      | 0      |        |
| Totale carriera | Totale carriera | Totale carriera | 8          | 0          |                 | 1               | 0               |                    | -                  | -                  |             | -           | -           | 9      | 0      |        |